# Malleus Maleficarum (album)
Malleus Maleficarum è l'album di debutto del gruppo musicale death metal olandese Pestilence.

## Tracce
1. Malleus Maleficarum / Antropomorphia – 4:12
2. Parricide – 3:47
3. Subordinated to the Domination – 4:17
4. Extreme Unction – 1:29
5. Commandements – 5:17
6. Chemo Theraphy – 4:48
7. Bacterial Surgery – 5:04
8. Cycle of Existence – 3:17
9. Osculum Infame – 1:52
10. Systematic Instruction – 4:08

## Formazione
- Martin van Drunen - voce e basso
- Patrick Mameli - chitarra
- Patrick Uterwijk - chitarra
- Marco Foddis - batteria